# 油味噌かつサンド
油味噌かつサンド（あぶらみそかつサンド）は、沖縄都市モノレール線（ゆいレール）の那覇空港駅で「日本最西端の駅弁」として販売されているカツサンド。

## 概要
2012年（平成24年）8月10日に販売を開始した。
島尻郡八重瀬町に本社を置き、那覇空港駅構内に「35コーヒー」を出店しているコーヒー販売事業者の宗英道が製造・販売しており、駅構内で売られている「駅弁」としては日本最西端である。材料は全て沖縄県産品で、トンカツは沖縄ハム総合食品（中頭郡読谷村）、油味噌（アンダンスー）は赤マルソウ（糸満市）、パンはオキコ（中頭郡西原町）製のものが使用されている。
なお、沖縄県内では同じゆいレール沿線の壺川駅近郊において那覇市沿岸漁業協同組合が経営する壺川直売店さかなが「日本最南端の駅弁」を称する『海人がつくる壺川駅前弁当』を販売していたが、壺川駅前弁当は壺川駅構内では売られたことがない。そのため、厳密な意味での「駅弁」に含まれないとする解釈を採る場合は沖縄都市モノレールの企業公認により那覇空港駅構内で売られている油味噌かつサンドの方が最西端かつ最南端の駅弁と言うことになり、地元メディアの報道でも油味噌かつサンドの方を「沖縄初の駅弁」としている。